# Rete tranviaria di Grenoble
La rete tranviaria di Grenoble, gestita dal TAG, è un sistema di trasporto pubblico della città francese di Grenoble ed è composto da una rete di quattro linee per un totale di 35 km e 74 stazioni. La prima linea della rete è stata inaugurata nel 1987, a cui sono seguite poi nel tempo aperture di nuove linee e di prolungamenti.

## Storia

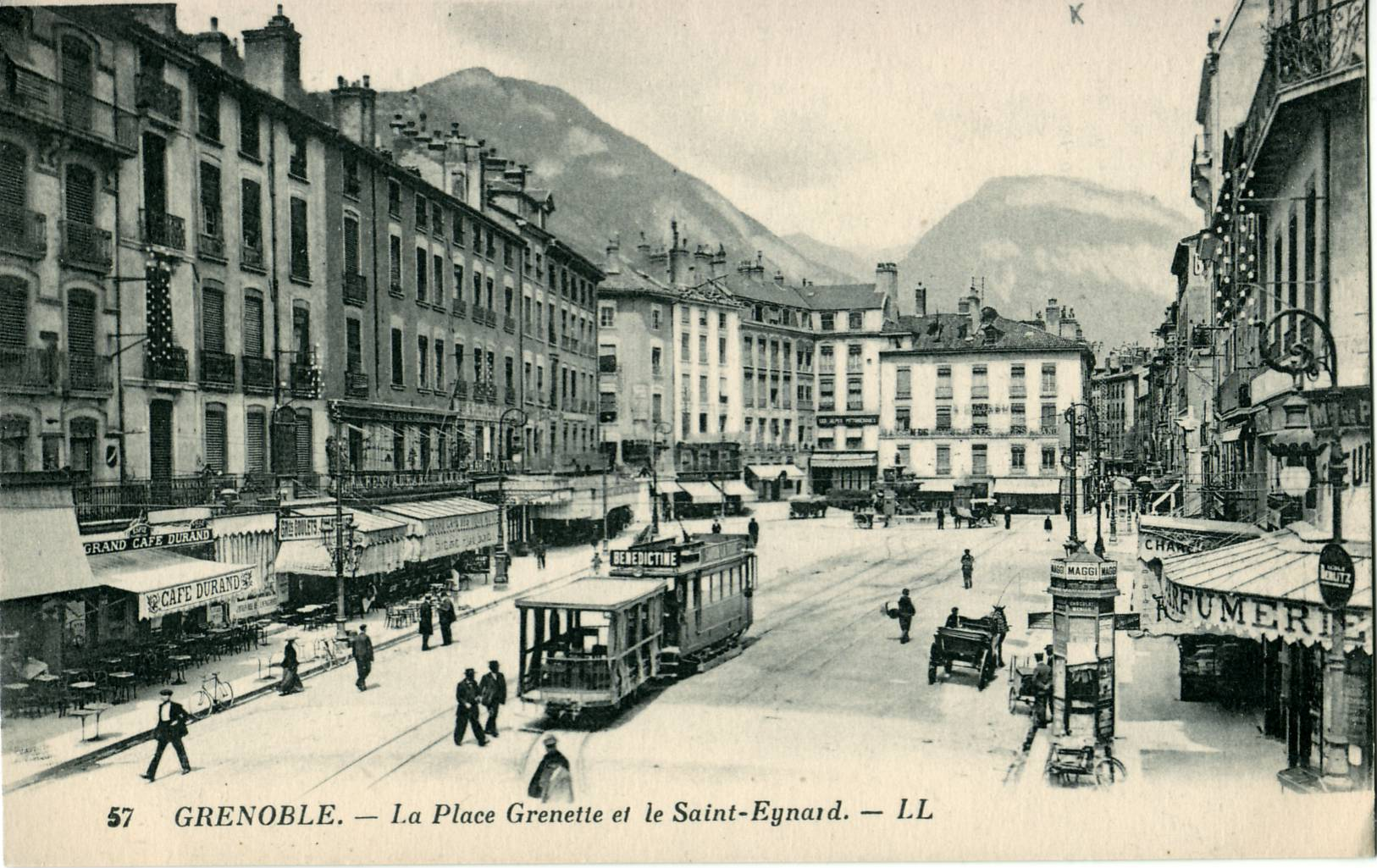
Immagine storica del tram di Grenoble

Con la crescita sia industriale che demografica di Grenoble, i vecchi sistemi di trasporti, basati per lo più su mezzi trainati da cavalli, erano diventati insufficienti per il fabbisogno della città: il 17 aprile 1887, la Société grenobloise de Tramways électriques, inaugurò le prime due tranvie a scartamento metrico; con il passare degli anni la rete andò sempre più espandendosi, sia nella città che nelle zone limitrofe, spesso con tracciati a binario unico che ne limitavano l'utilizzo. Alla rete urbana e suburbana si aggiunsero poi diverse linee extraurbane come la tranvia Grenoble - Chapareillan, inaugurata nel 1899 e la tranvia Grenoble - Villard-de-Lans inaugurata nel 1911. A partire dal 1920 cominciò un lento declino: l'introduzione degli autobus e dei filobus diedero il colpo di grazia alla rete tranviaria che verrà definitivamente chiusa il 1º agosto 1952, dopo cinquantasei anni di attività; anche le linee extraurbane per Chapareillan e Villard-de-Lans furono dismesse rispettivamente nel 1947 e 1951.
A seguito della chiusura della tranvia, tutti i trasporti di Grenoble vertevano esclusivamente sugli autobus e due linee filoviarie inaugurate nel 1947: nel 1973 fu istituita una commissione, chiamata Syndicat Mixte des Transport en Commun, per migliorare il sistema di trasporto della città. Furono infatti acquistati nuovi autobus, nuovi filobus e furono aperte quattro km di corsie dedicate esclusivamente al trasporto pubblico. Tuttavia il continuò aumento dei passeggeri portò ben presto ad una congestione della rete e si iniziò a parlare della reintroduzione dei tram. Già nel 1971 erano avvenute le prime discussioni in merito, ma fu nel 1975 che si iniziò a studiare un progetto serio, che fu presentato nel 1981; inoltre nel 1983 la popolazione della città fu chiamata ad un referendum sulla reintroduzione del tram: votarono il 36,8% degli aventi diritto, con una vittoria del 53,1% dei favorevoli. I lavori preliminari iniziarono nel 1983, mentre quelli effettivi nel 1985. Dopo i primi test a partire dal gennaio 1987, la prima linea tranviaria fu inaugurata il 3 agosto dello stesso e denominata Linea A, facendo diventare Grenoble la seconda città francese, dopo Nantes, a riutilizzare il servizio tranviario e inoltre fu il primo tram al mondo ad essere creato a piano ribassato. Il 26 novembre 1990 fu aperta la Linea B, mentre il 20 maggio 2006 fu inaugurata la Linea C e il 6 ottobre 2007 la Linea D. L'intera rete è dotata di due depositi e trasporta ogni giorno circa 210.000 persone.

## Rete

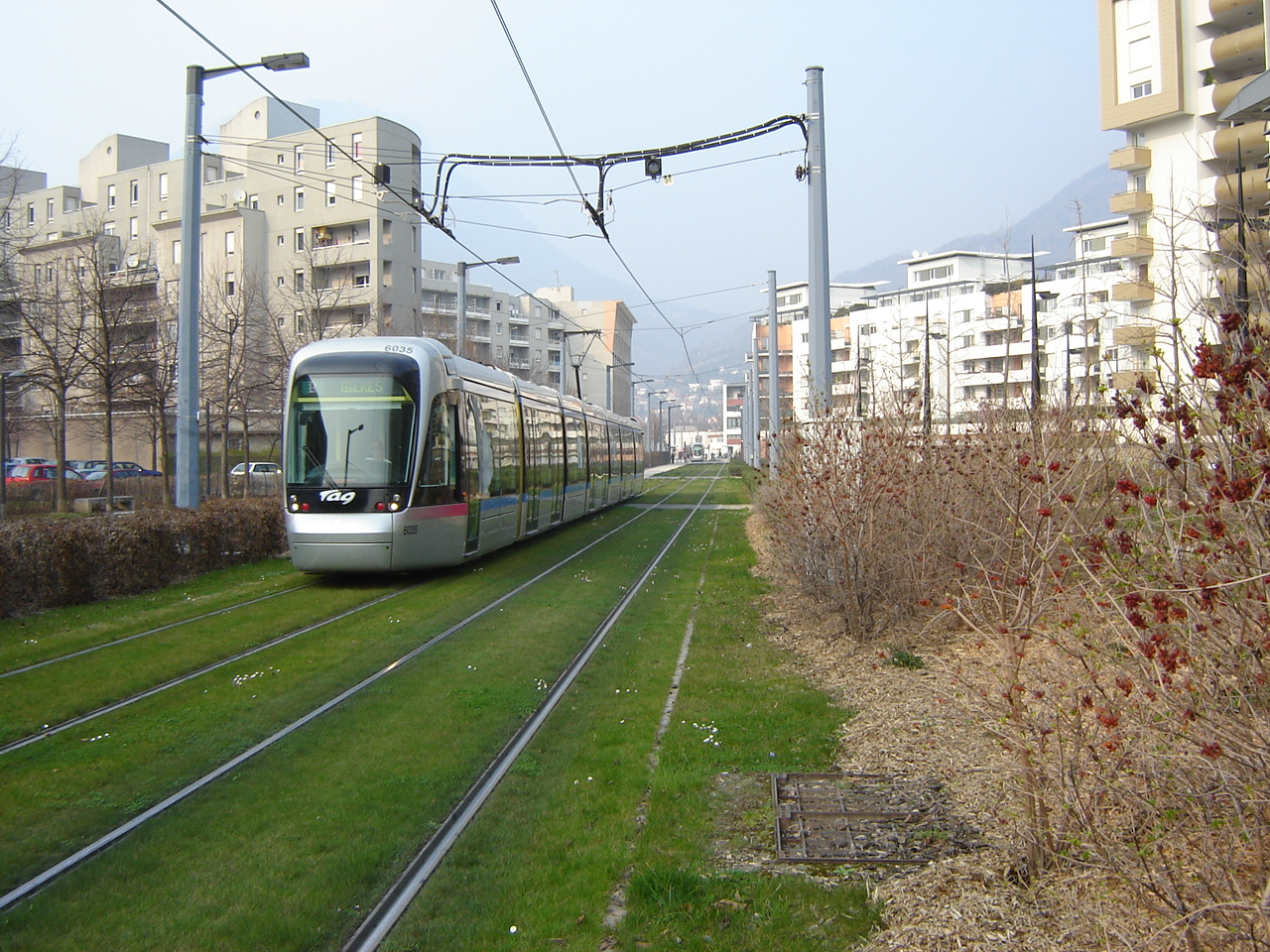
Tram al quartiere Europole

La Linea A è lunga 12,7 km, conta 29 stazioni e trasporta circa 20 milioni di passeggeri all'anno: è stata inaugurata il 3 agosto 1987 e nello stesso anno ha subito due prolungamenti, oltre a quelli avvenuti l'11 marzo 1996 e il 20 dicembre 1997. La linea ha una velocità commerciale di 17 km/h e l'intero percorso viene coperto il 43 minuti, con una cadenza che varia dai tre ai cinque minuti; vengono utilizzati un totale di 33 tram. Oltre a Grenoble vengono serviti anche i paesi di Fontaine e Échirolles. L'interscambio avviene con autobus, con le linee tranviarie B e C e con le stazioni ferroviarie di Grenoble, sulla ferrovia Lione - Grenoble e con la stazione di Échirolles sulla ferrovia Grenoble - Montmélian. Le fermate sono: La Poya, Charles Michels, Fontaine Hôtel de Ville - La Source, Louis Maisonnat, Les Fontainades - Le Vog, Berriat - Le Magasin, Saint-Bruno, Gares, Alsace - Lorraine, Victor Hugo, Dubedout - Maison du Tourisme, Verdun - Préfecture, Chavant, Albert 1er de Belgique, Mounier, MC2 - Maison de la Culture, Malherbe, La Bruyère, Arlequin, Grand'Place, Pôle Sud - Alpexpo, Les Granges, Surieux, Essarts - La Butte, Échirolles Gare, La Rampe - Centre Ville, Marie Curie, Auguste Delaune, Denis Papin.

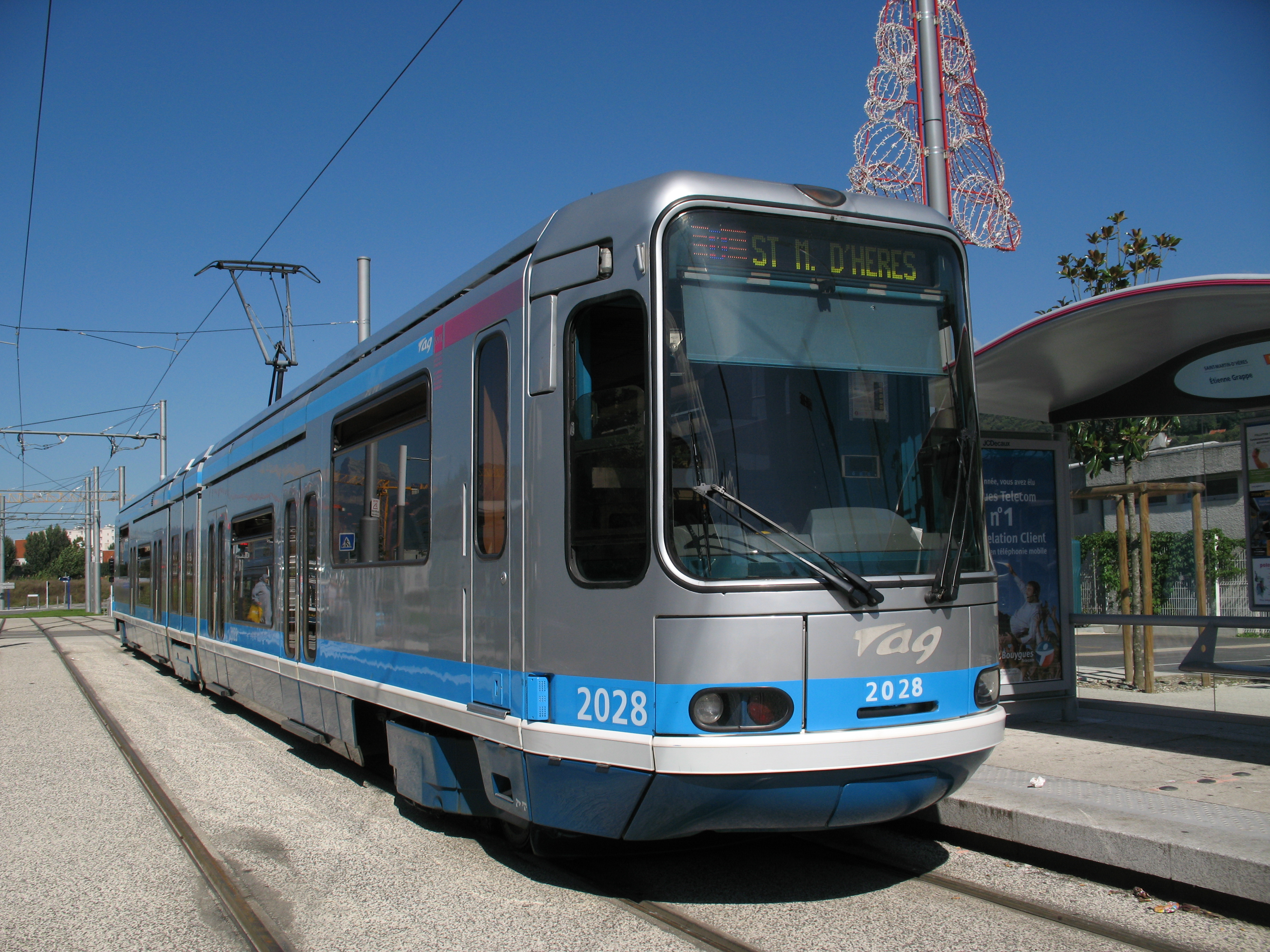
Tram a Étienne Grappe

La Linea B è lunga 8,9 km, conta 20 stazioni e trasporta poco meno di 13 milioni di passeggeri all'anno: è stata inaugurata il 26 novembre 1990 ed ha subito dei prolungamenti nel 1999, nel 2001 e nel 2006. La linea ha una velocità commerciale di 16 km/h e l'intero percorso viene coperto in 31 minuti, con una cadenza che varia dai tre ai quattro minuti; vengono utilizzati un totale di 27 tram. Oltre a Grenoble vengono serviti anche i paesi di La Tronche, Saint-Martin-d'Hères e Gières. L'interscambio avviene con autobus, con le altre linee tranviarie e con le stazioni ferroviarie di Grenoble, sulla ferrovia Lione - Grenoble e con la stazione di Grenoble Universités - Gières sulla ferrovia Grenoble - Montmélian. Le fermate sono: Cité Internationale, Palais de Justice, Saint-Bruno, Gares, Alsace - Lorraine, Victor Hugo, Hubert Dubedout - Maison du Tourisme, Sainte-Claire Les Halles, Notre-Dame Musée, Île Verte, La Tronche Hôpital, Michallon, Grand Sablon, Les Taillées - Universités, Gabriel Fauré, Bibliothèques Universitaires, Condillac - Universités, Mayencin - Champ Roman, Gières Gare - Universités, Plaine des Sports.
La Linea C è lunga 9,4 km, conta 19 stazioni e trasporta 8 milioni e mezzo di passeggeri all'anno: è stata inaugurata il 20 maggio 2006. La linea ha una velocità commerciale di 17 km/h e l'intero percorso viene coperto in 30 minuti, con una cadenza che varia dai quattro agli otto minuti; vengono utilizzati un totale di 18 tram. Oltre a Grenoble vengono serviti anche i paesi di Seyssins, Seyssinet-Pariset e Saint-Martin-d'Hères. L'interscambio avviene con autobus e con le altre linee tranviarie. Le fermate sono: Le Prisme, Mas des Îles, Grand Pré, Fauconnière, Seyssinet-Pariset Hôtel de Ville, Vallier - Catane, Vallier - Docteur Calmette, Vallier – Jaurès, Foch - Ferié, Gustave Rive, Chavant, Grenoble Hôtel de Ville, Flandrin - Valmy, Péri - Brossolette, Neyrpic – Belledonne, Hector Berlioz - Universités, Gabriel Fauré, Bibliothèques Universitaires, Condillac - Universités.
La Linea D è lunga 2,6 km, conta 6 stazioni e trasporta poco meno di un milione di passeggeri all'anno: è stata inaugurata il 6 ottobre 2007. La linea ha una velocità commerciale di 17 m/h e l'intero percorso viene coperto in 9 minuti, con una cadenza che varia dai sette ai dieci minuti; vengono utilizzati un totale di quattro tram. La tranvia corre interamente nei paesi di Saint-Martin-d'Hères. L'interscambio avviene con autobus e con le linee tranviarie B e C. Le fermate sono: Les Taillées Universités, Neyrpic-Belledonne, Maison Communale, Edouard Vaillant, Parc Jo Blanchon, Étienne Grappe.

## Materiale rotabile
L'intero parco vetture è costituito da 103 tram: 53 sono di tipo Tramway Français Standard o TFS, prodotti dal gruppo Alstom, furono realizzati dal 1986 al 1996 e risultano essere i primi tram a piano ribassato, tant'è che alcune di queste vetture hanno fatto viaggi dimostrativi sulla rete tranviaria di Barcellona, nel 1997 e sulla rete tranviaria di Rotterdam, nel 1998. Hanno una lunghezza di 29 metri ed una larghezza di due; i posti a sedere sono 58, mentre quelli in piedi 120: questo tipo di tram è utilizzato su tutte le linee. Gli altri 50 tram sono di tipo Citadis 402, sempre prodotti dall'Alstom e consegnati a partire dal 2005, con un'ulteriore fornitura di altri dodic elementi nel 2009: hanno una lunghezza di 43 metri e due di larghezza; i posti a sedere sono 76, mentre quelli in piedi 198: questo tipo di tram viene utilizzato sulle linea A, B e C.

## Progetti futuri
Esistono numerosi progetti di estensione della rete. Nel 2010 sono iniziati lavori di prolungamento della Linea B verso il quartiere nord chiamato Polygone scientifique, i cui lavori dovrebbero terminare nel 2012, con l'aggiunta di altre due stazioni. Nel settembre 2011 sono anche cominciati i lavori di costruzione della Linea E, che dovrebbero terminare nel 2014 ed unire Grenoble con Fontanil-Cornillon, passando per Saint-Martin-le-Vinoux e Saint-Égrève: questa linea dovrebbe inoltre snellire il volume di traffico della Linea A ed in futuro potrebbe essere prolungata fino a Claix. Sono in fase di studio progetti di prolungamento della Linea A, a nord, verso Sassenage e a sud, verso Pont-de-Claix, così come è in fase di studio un prolungamento della Linea C verso Meylan.